# Кінпіра

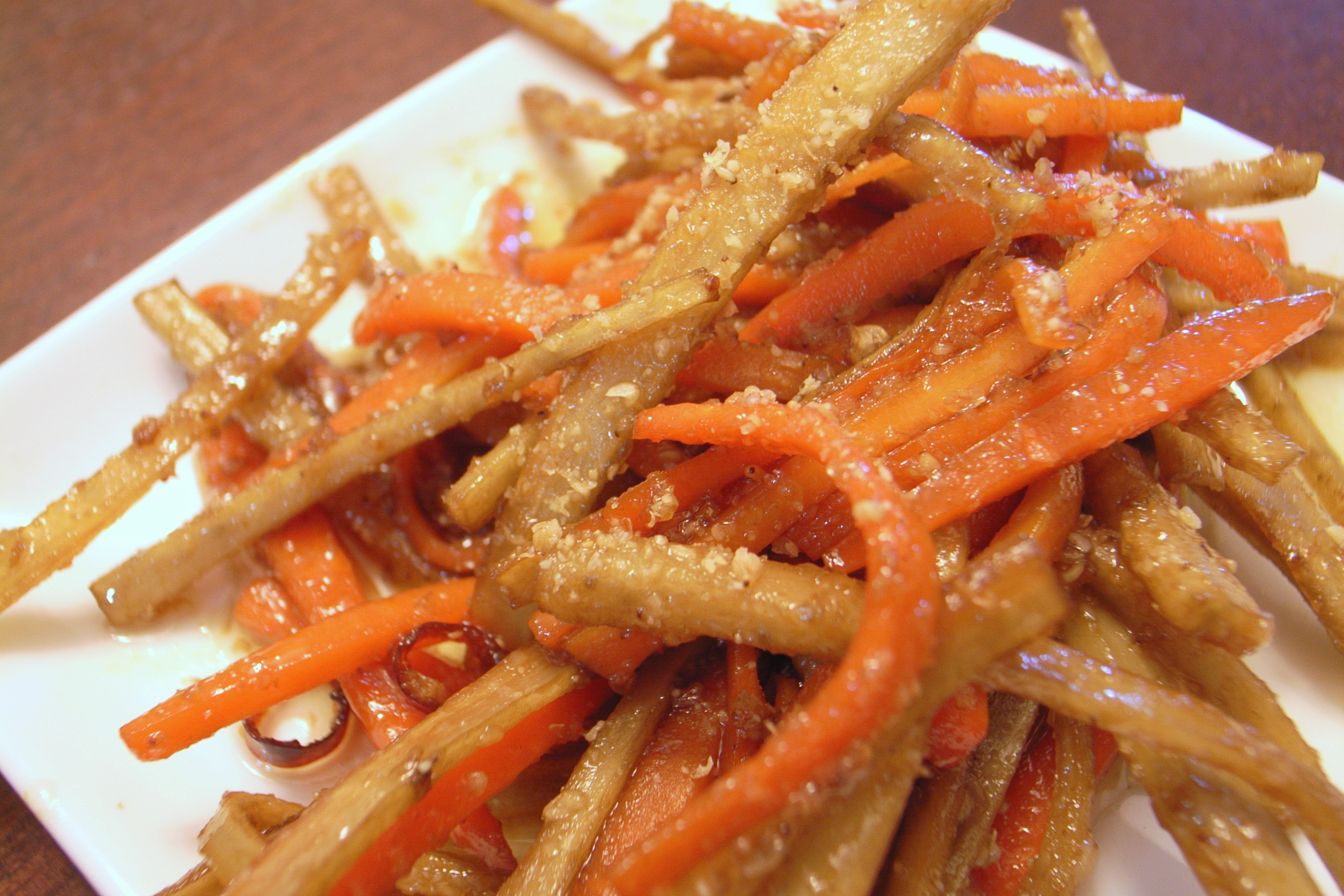

Кінпіра (яп. 金平, きんぴら) — це японська кулінарна техніка, що полягає у пасеруванні та томлінні. Часто використовується для готування нарізаних соломкою коренеплодів, таких як морква, корінь лопуха (для кінпіра ґобо), кореню лотоса, водоростей, таких як араме та хіджікі (лат. Sargassum fusiforme) та інших типів їжі включно з тофу та м'ясом (курятина, свинина, яловичина).
У страві використано соєвий соус та мірин, а також часто перець чилі.
Назва кінпіра походить від імені сильного і сміливого чоловіка Кінпіра Саката, персонажа традиційного японського оповідального музичного твору, дзьорурі.